# (175208) Vorbourg
(175208) Vorbourg est un astéroïde de la ceinture principale.

## Description
(175208) Vorbourg est un astéroïde de la ceinture principale. Il fut découvert le 1er avril 2005 à Vicques par Michel Ory. Il présente une orbite caractérisée par un demi-grand axe de 2,26 UA, une excentricité de 0,10 et une inclinaison de 2,0° par rapport à l'écliptique.

## Compléments